# Осип Данко
Осип Данко (12 серпня 1922 р., Тросник, Виноградівський район — 9 січня 2022, США) — український вчений, бібліограф, правник, громадський, культурний і політичний діяч в США. Член УВАН, дійсний член НТШ в Америці.

## З біографії
Навчався в Берегівській та Хустській гімназії. Після окупації Карпатської України у березні 1939 р. вступив до патріотичної організації «Юнацтво ОУН». Був арештований. Перебував у Каштель-Ковнері у Мукачеві, був засуджений у рамках ковнерівського процесу. Згодом переїхав до Чехословаччини, де закінчив середню освіту. Перебував у Чехословацькому корпусі Людвіга Свободи. У 1945 у м. Попрад (Словаччина) закінчив офіцерську школу. У 1945-46 рр. навчався у Карловому університеті в Празі.
У 1946 р. заарештований за діяльність в УПА і ОУН.
У 1950 р. в Українському вільному університеті здобув ступінь доктора права.
У 1954 р. емігрував до США. У Колумбійському університеті здобув ступінь магістра з бібліотекознавства. і працював в цьому університеті до 1962 р. Далі перейшов до Йєльського університету, де до 1989 р. очолював славістичний відділ бібліотеки університету.

## Основні наукові праці
- Збірник документів про плебісцит закарпатців у 1919 р. у США щодо приєднання Закарпаття до Чехословаччини (1968 р.).
- Низка статей з бібліографії, зокрема «Річник української бібліографії» , 1957, (Нью-Йорк, УВАН, 1960) та ін.
- Ряд статей з бібліографії, права та історії Українського Закарпаття в журналах «Сучасність», "Пам'ятки України", газетах «Свобода», «Українські вісті», «Народна воля» та ін.

## Нагороди та відзнаки
- Премія ім. Президента Карпатської України Августина Волошина (2012)